# Alicia Goranson
Alicia Linda (Lecy) Goranson (Evanston (Illinois), 22 juni 1974) is een Amerikaanse actrice.
Alicia Goranson werd in 1988 op 14-jarige leeftijd bekend door de rol van Becky, de oudste dochter van het gezin Conner, in de televisieserie Roseanne. In 1993, aan het begin van het vijfde seizoen van de serie, besloot ze haar acteercarrière op een lager pitje te zetten om Engels te kunnen studeren aan het Vassar College. Ze was in dat seizoen slechts enkele keren te zien. In het zesde en zevende seizoen van Roseanne werd ze vervangen door Sarah Chalke. In het achtste seizoen nam Goranson de rol weer over, maar in de loop van dat jaar moest ze enkele keren verstek laten gaan, waarna Chalke haar opnieuw verving in het negende en laatste seizoen van de serie. Sinds 2018 speelt Goranson het personage Becky ook in de Roseanne-spin-off The Conners.
Goranson was enkele keren te zien in andere films en series, onder andere in de film Boys Don't Cry uit 1999 en in gastrollen in de series Law & Order: Special Victims Unit en Sex and the City.
- Gemeinsame Normdatei: 1095108778
- International Standard Name Identifier: 0000 0000 4476 7570
- Library of Congress Control Number: no2003061308
- SNAC: w6cg2kzd
- Virtual International Authority File: 71080996
- WorldCat: E39PBJk8YKC8qt6VkMVj9Xg7pP